# Ca les Monges
Ca les Monges és un edifici d'Alella (Maresme) protegit com a Bé Cultural d'Interès Local.

## Descripció
Es tracta d'un edifici civil, el qual la casa de pagès està formada per una planta baixa, dos pisos, i una coberta de quatre vessants. Destaca a la seva façana principal per la seva porta de mig punt adovellada, de pedra, igual que els angles frontals de la casa, de carreus vistos. Lateralment presenta l'entrada de la casa dels masovers. Resulta interessant la tanca que separa l'espai de la façana principal i l'espai de la casa dels masovers: un mur amb un arc escarser amb els brancals i la llinda de carreus de pedra. Hi ha un rellotge de sol sobre la façana.